# Tisbe angusta
Tisbe angusta is een eenoogkreeftjessoort uit de familie van de Tisbidae. De wetenschappelijke naam van de soort werd in 1905 voor het eerst geldig gepubliceerd door Georg Ossian Sars.